# Vannie Albanese
Vannie Albanese, właśc. Vincent Michelo Albanese (ur. 2 grudnia 1912 w Syracuse, zm. 2 września 1984 w Canandaigua) – amerykański futbolista. W latach 1937–1938 grał w należącym do NFL klubie Brooklyn Dodgers. Był następnie zawodnikiem klubów Paterson Panthers (1938–1939), Union City Rams (1939) i New York Yankees (1940).